# Chapecó
Chapecó là một thành phố và đô thị tự quản thuộc bang Santa Catarina, Brasil. Đô thị này có diện tích 624,308 km², dân số năm 2007 là 164992 người, mật độ 263,9 người/km².
Thành phố được những người nhập cư Ý thành lập vào ngày 25 tháng 8 năm 1917. Phần lớn dân cư thành phố là người gốc Ý, Đức và Ba Lan. Thành phố có khu công nghiệp-nông nghiệp lớn và có một trong các nhà máy chế biến thịt lớn nhất Nam Mỹ. Thành phố là thủ phủ của giáo phận Chapecó. Thành phố có sân bay Serafin Enoss Bertaso.